# ۵۹۰ (قمری)
۵۹۰ (قمری)، پانصد و نودمین سال در گاهشماری هجری قمری است. اول محرم این سال برابر با سوم ژانویه سال ۱۱۹۴ میلادی است.

## رویدادها
مرگ حاکم سلجوقی طغرل ابن ارسلان

## وابسته
- بنارس